# Vidergar
Vidergar  je priimek več znanih Slovencev:
- Franc Vidergar (*1933), montanist, univ. profesor